# Profesión regulada
Una profesión regulada es aquella profesión que sólo se puede ejercer mediante unas condiciones determinadas por una ley o norma legislativa. Las condiciones suelen ser unos estudios oficiales. La regulación de una profesión es competencia de cada país y su objetivo es garantizar la protección de la ciudadanía que recibe estos servicios profesionales. 
En España existen muchas profesiones sin regulación estatal. A modo de ejemplo, la estadística es considerada una profesión no regulada y, a pesar de existir titulaciones universitarias en estadística, cualquier persona puede ejercer esta profesión sin poseer estudios universitarios específicos.

## Profesiones reguladas en Europa
Vienen reguladas por las directivas 2005/36/CE, 2006/100/CE y 2013/55/UE, que han de ser traspuestas por cada estado de la UE por lo tanto no siguen una normativa común.

## Profesiones reguladas en España
Normativa en vigor (abogacía): Real Decreto 1837/2008.
Profesiones reguladas y títulos oficiales que habiliten para el ejercicio de la profesión.
Enlace permanente actualizado en BOE: https://www.boe.es/eli/es/rd/2008/11/08/1837

### Ciclos formativos

#### De grado medio
- Técnico en cuidados auxiliares de enfermería (CFGM en auxiliar de enfermería)
- Técnico en elaboración de vinos ()
- Técnico en farmacia (CFGM en Farmacia y parafarmacia)
- Técnico en navegación y pesca litoral. (Examen del ministerio de Agricultura y Medio Ambiente)

#### De grado superior
- Técnico superior proyectista delineante (CFGS en Proyectos de Edificación)
- Otro personal para la atención en el primer ciclo de educación infantil (CFGS en Educación infantil)
- Técnico superior en integración social
- Técnico especialista en vitivinicultura (CFGS en Vitivinicultura)
- Técnico superior en anatomía patológica y citodiagnóstico (CFGS en Anatomía patológica y Citodiagnóstico) (LOE).
- Técnico superior en audioprótesis (CFGS en Audiología protésica)
- Técnico superior en dietética (CFGS en Dietética)
- Técnico superior en documentación sanitaria (CFGS en Documentación Sanitaria)
- Técnico superior en higiene bucodental (CFGS en Higiene Bucodental)
- Técnico superior en imagen para el diagnóstico y medicina nuclear (CFGS en Imagen para el Diagnóstico y Medicina Nuclear)
- Técnico superior en laboratorio clínico y biomédico (CFGS en Laboratorio Clínico y Biomédico) (LOE).
- Técnico superior en ortoprotésica(CFGS en ortoprotésica)
- Técnico superior en prevención de riesgos profesionales (nivel intermedio) (CFGS en prevención de riesgos profesionales)
- Técnico superior en prótesis dentales (CFGS en Prótesis Dentales)
- Técnico superior en radioterapia (CFGS en Radioterapia)
- Técnico superior en salud ambiental (CFGS en Salud Ambiental)

### Grado
- Arquitecto técnico (Grado en Ingeniería de Edificación, 4 años)
- Decorador
- Dentista (Grado en odontología, 5 años)
- Detective Privado (Diplomatura universitaria)
- Dietista/ nutricionista
- Diplomado en ciencias empresariales y profesor mercantil
- Diplomado en trabajo social
- Enfermera responsable de cuidados generales (Grado en enfermería, 4 años)
- Farmacéutico (Grado en farmacia, 5 años)
- Fisioterapeuta (Grado en fisioterapia, 4 años)
- Graduado social, graduado social diplomado o diplomado en relaciones laborales
- Ingeniero técnico aeronáutico
- Ingeniero técnico agrícola
- Ingeniero técnico de minas
- Ingeniero técnico de obras públicas (Grado en Ingeniería Civil, 4 años)
- Ingeniero técnico de telecomunicación[4]
- Ingeniero técnico en topografía
- Ingeniero técnico forestal
- Ingeniero técnico industrial[5] (Grados en Ingeniería química, Ingeniería mecánica, Ingeniería electrónica industrial y automática, Ingeniería eléctrica)
- Ingeniero técnico naval
- Logopeda
- Maestro de educación infantil (Grado en magisterio de educación infantil, 4 años)
- Maestro de educación primaria(Grado en magisterio de educación primaria, 4 años)
- Óptico-optometrista (Grado en óptica y optometría)
- Podólogo
- Técnico de empresas y actividades turísticas
- Técnico de prevención (Nivel Superior)
- Terapeuta ocupacional

### Grado más residencia
- Psicólogo especialista en psicología clínica[6]
- Médico (Grado en medicina, 6 años)
- Médico especialista
- Todos las especialidades que están recogidas en los MIR, BIR, QIR, PIR, FIR, no podrá ser ejercida la profesión sin haber completado una residencia.
- Enfermera especialista
- Farmacéutico especialista

### Máster más examen de Estado
- Abogado (Máster de acceso a la profesión de abogado)

### Máster
- Arquitecto
- Ingeniero aeronáutico
- Ingeniero agrónomo
- Ingeniero de armamento y material
- Ingeniero de armas navales
- Ingeniero de caminos, canales y puertos (Máster en caminos, canales y puertos)[7]
- Ingeniero de construcción y electricidad
- Ingeniero de edificación.
- Ingeniero de minas.
- Ingeniero de montes.
- Ingeniero de telecomunicación.
- Ingeniero industrial (Máster universitario en Ingeniería industrial).
- Ingeniero naval y oceánico
- Matrona
- Profesor de enseñanzas artísticas
- Profesor de enseñanzas deportivas
- Profesor de educación secundaria obligatoria y bachillerato, enseñanza de idiomas y formación profesional. (Máster en profesorado de educación secundaria, formación profesional y enseñanza de idiomas)
- Psicólogo ( Máster en psicología general sanitaria)[6]

### Doctor
- Profesor de universidad (Cualquier título de doctor relacionado con la titulación en la que ejerza)

### Reguladas sin concretar títulos
Profesiones reguladas recogidas en el Real Decreto pero sin concretar que títulos otorgan la profesión.
Es más exacto con respecto al real decreto decir nivel equivalente, ya que en el real decreto no se recoge la palabra exacta, pero si las descripciones de esos niveles.

#### Nivel equivalente a grado
Graduado social

#### Nivel equivalente a máster o máster integrado
Biólogo
Economista
Enólogo
Físico
Geólogo
Químico
Veterinario